# La Famille de Cromwell le suppliant de ne pas signer la condamnation de Charles Ier
La Famille de Cromwell le suppliant de ne pas signer la condamnation de Charles Ier est un tableau peint par Alfred Johannot en 1833.

## Description
Le peintre, à travers le tableau, fait référence à la condamnation à mort du roi Charles Ier qui précéda son exécution par décapitation, en 1649.
À la suite de cette décapitation, Oliver Cromwell devient Lord-protecteur du Commonwealth d'Angleterre.

## Expositions
En 2014, le tableau est prêté au musée des Beaux-Arts de Lyon dans le cadre de l'exposition L'Invention du passé. Histoires de cœur et d'épée en Europe, 1802-1850.